# Павленко, Владимир Викторович (политик)
Владими́р Ви́кторович Павле́нко (род. 14 апреля 1962) — военный и государственный деятель подконтрольной России Донецкой Народной Республики. С 14 декабря 2015 года — министр государственной безопасности Донецкой Народной Республики. С 12 июня по 5 июля 2014 года — глава города Славянска. 27 июня 2022 года — назначен на должность Министра государственной безопасности ДНР.

## Биография
В 1983 году окончил Высшее пограничное военно-политическое Краснознамённое училище КГБ имени К. Е. Ворошилова в городе Голицыно (Московская область) и получил квалификацию офицера с высшим военно-политическим образованием.
В 21 год он возглавил заставу в Благовещенске в Хабаровском пограничном отряде.
В 1979—1998 годах служил в органах государственной безопасности СССР и Украины.
В 1999—2013 годах работал в АО «Глины Донбасса» на должностях заместителя генерального директора по кадрам и охране труда, начальника отдела по связям с общественностью и внутренним коммуникациям.
21 июня 2013 года был назначен на должность начальника управления труда и социальной защиты Славянского городского совета. Бывший начальник управления Зоя Андреевна Амелина проработала на этой должности с 1995 года и ушла на пенсию в конце января 2013 года.
12 июня 2014 года приступил к работе в качестве нового «народного мэра» Славянска после того, как 10 июня предыдущий «народный мэр» Вячеслав Пономарёв был задержан по приказу командира сепаратистов Славянска, министра обороны подконтрольной России Донецкой Народной Республики Игоря Стрелкова.
После отхода сепаратистов из Славянска 5 июля, Владимир Павленко сообщал, что по-прежнему находится в окрестностях города, занятого украинскими военными. Позднее он переехал в Белоруссию.
14 декабря 2015 года назначен Министром государственной безопасности Донецкой Народной Республики.

## Санкции
26 января 2018 года в связи с конфликтом в Украине и оккупацией Россией Крыма включён в санкционный список США против украинских сепаратистов за незаконное присвоение государственных активов Украины.
8 апреля 2022 года, на фоне вторжения России на Украину, попал под санкции стран Евросоюза так как «он участвовал в политике и/или действиях, которые дестабилизируют Украину и/или подрывают или угрожают территориальной целостности, суверенитету или независимости Украины».
26 апреля 2022 года включён в санкционный список Канады «за соучастие в продолжающихся нарушениях суверенитета и территориальной целостности Украины со стороны российского режима».
По аналогичным основаниям находится под санкциями Великобритании, Швейцарии, Австралии, Украины, Японии и Новой Зеландии.